# Gold Against the Soul
Gold Against the Soul (укр. Золото проти душі) — другий студійний альбом уельського рок-гурту Manic Street Preachers.

## Про альбом
Тексти пісень на Gold Against the Soul значно менше політичні, ніж на попередньому альбомі гурту Generation Terrorists, а також альбом більш відображає відчай і тугу їх більш пізніх робіт. «La Tristesse Durera» (буквально «печаль триватиме») — це назва біографії Вінсента Ван Гога, хоча пісня не про нього, а про ветерана війни. Gold Against the Soul отримав змішані відгуки від критиків. Журнали Kerrang!, NME і Melody Maker включили його до списку найкращих альбомів 1993 року.

## Список композицій
Автор слів Річі Едвардс і Нікі Вайр, автор музики Джеймс Дін Бредфілд і Шон Мур. 
| #   | Назва                                    | Тривалість |
| --- | ---------------------------------------- | ---------- |
| 1.  | «Sleepflower»                            | 4:51       |
| 2.  | «From Despair to Where»                  | 3:34       |
| 3.  | «La Tristesse Durera (Scream to a Sigh)» | 4:13       |
| 4.  | «Yourself»                               | 4:11       |
| 5.  | «Life Becoming a Landslide»              | 4:14       |
| 6.  | «Drug Drug Druggy»                       | 3:26       |
| 7.  | «Roses in the Hospital»                  | 5:02       |
| 8.  | «Nostalgic Pushead»                      | 4:14       |
| 9.  | «Symphony of Tourette»                   | 3:31       |
| 10. | «Gold Against the Soul»                  | 5:34       |

## Учасники запису
Manic Street Preachers
- Джеймс Дін Бредфілд — вокал, соло, ритм і акустична гітари
- Шон Мур — ударні, програмування ударних в «Nostalgic Pushead» і «Gold Against the Soul», додаткове програмування, бек-вокал
- Річі Едвардс (вказаний як Річі Джеймс) — ритм-гітара, бек-вокал
- Нікі Вайр — бас-гітара, бек-вокал

## Позиції в чартах
| Чарт (1993)          | Позиція |
| -------------------- | ------- |
| Media Control Charts | 95      |
| Oricon               | 32      |
| UK Albums Chart      | 8       |

| Країна                | Сертифікація |
| --------------------- | ------------ |
| Велика Британія (BPI) | Золотий      |